# Aerva lanata
Aerva lanata là loài thực vật có hoa thuộc họ Dền. Loài này được (L.) Juss. mô tả khoa học đầu tiên năm 1808.